# Déclaration conjointe sur les assurances de voyage pour l'évacuation de l'Afghanistan
 (septembre 2021).

Afghanistan
Pays ayant adhéré à la Déclaration conjointe

La déclaration conjointe sur les assurances de voyage pour l'évacuation de l'Afghanistan est une déclaration publiée le 29 août 2021 par 94 pays à travers le monde déclarant qu'ils avaient reçu des assurances des talibans « que tous les ressortissants étrangers et tout citoyen afghan avec des documents de voyage montrant qu'ils étaient autorisés à entrer dans n'importe lequel de ces pays pourrait partir en toute sécurité. » En outre, le communiqué a déclaré que les pays continueraient à délivrer des documents de voyage aux afghans désignés. Ceci est censé permettre un passage sûr après la date limite du 31 août pour le retrait des forces américaines d'Afghanistan.